# Whitlockite
La whitlockite est un minéral essentiellement composé de phosphate de calcium, de formule chimique Ca9(Mg,Fe)(PO4)6PO3OH. C'est un minéral relativement rare, que l'on trouve dans les pegmatites granitiques, les gisements de phosphate, les grottes de guano et dans les météorites chondritiques. Il a été décrit pour la première fois en 1941 et nommé d'après Herbert Percy Whitlock, un minéralogiste américain. 
En parodontie, la whitlockite magnésienne constitue l'un des composants du contenu inorganique du tartre. On en trouve principalement dans le tartre sous-gingival. On en trouve également plus dans les régions postérieures que dans les régions antérieures de la cavité buccale.

## Propriétés physiques
Chacune des phases de la whitlockite décrites ci-dessus présente approximativement les mêmes propriétés physiques. Ils ne présentent aucun clivage, fracture sous-conchoïdale à inégale et ont tendance à être cassants. Ils sont classés avec une dureté de 5 et une densité de 3,12 g/cm 3. Les variétés de couleur sont incolores, blanches, grises, jaunâtres ou rosées et peuvent être transparentes à translucides. Les whitlockites présentent un éclat vitreux à résineux. L'habitus typique de la whitlockite est constitué de cristaux rhomboédriques, mais la whitlockite peut aussi rarement être tabulaire. L'habitus cristallin de la whitlockite varie également du granuleux grossier au terreux.

## Histoire
La whitlockite fait partie du groupe des minéraux phosphatés avec trois occurrences distinctes. Pendant de nombreuses années, ces événements ont été considérés comme identiques. Cependant, des études récentes utilisant la diffraction des électrons et des rayons X ont pu identifier des différences de composition qui séparent un type de whitlockite d'un autre. Il existe deux provenances inorganiques de whitlockite qui diffèrent principalement par la présence ou l'absence d'hydrogène. Cette différence n'a pas été initialement observée en raison de limitations techniques, telles que la petite taille des cristaux. Bien que l'identité de la «vraie» whitlockite soit encore débattue, des efforts sont actuellement déployés pour distinguer officiellement la whitlockite terrestre de sa phase dans les météorites comme deux minéraux distincts. La whitlockite peut également être trouvée dans différents types de dépôts biologiques. Les provenances organiques de whitlockite ont une composition pratiquement identique, mais contiennent généralement du magnésium, ce qui les distingue davantage des provenances inorganiques de ce minéral. La whitlockite de magnésium a été impliquée dans différents états pathologiques et est actuellement étudiée pour une utilisation dans la fabrication de prothèses humaines.
Le groupe phosphate fait partie de la plus grande classe de minéraux et se compose de 763 espèces connues. Parmi ceux-ci, le minéral phosphaté le plus courant est l'apatite, qui est fréquemment trouvé comme minéral accessoire dans de nombreux types de roches, y compris les roches magmatiques et métamorphiques. L'apatite a également été trouvée dans des veines et des cavités hydrothermales ou même des veines de type alpin associées au quartz . Les variétés les plus importantes d'apatite sont représentées par la fluorapatite, l'hydroxyapatite, la chlorapatite et la carbonate-apatite,. Parce que la composition de l'apatite varie, le terme «apatite» est souvent utilisé pour décrire une variété de différents minéraux phosphatés. L'apatite se trouve également couramment dans les systèmes biologiques, où elle est un composant fréquent de structures telles que les os. La whitlockite est un minéral phosphaté rare souvent représenté comme un type d'apatite. Cependant, il diffère considérablement de la plupart des autres minéraux phosphatés, y compris l'apatite, par sa composition chimique et les proportions molaires de ces composants. Les premières études sérieuses du minéral de whitlockite ont été lancées en 1952 sur des spécimens terrestres de la carrière de pegmatite de Palermo près de North Groton, New Hampshire. Ces spécimens ont été initialement utilisés pour décrire la composition et la structure du minéral. Une décennie plus tard, les missions d'atterrissage d'Apollo ont renvoyé une gamme impressionnante de roches lunaires ainsi que d'autres types de matériaux météoriques. Cette ressource unique a conduit à un barrage sans précédent d'études géologiques visant à caractériser et à définir la composition et la structure des minéraux de ces spécimens. Dans toutes les études sur la whitlockite, il a été constaté que les deux minéraux de phosphate les plus courants présents dans les roches lunaires étaient l'apatite et la whitlockite, et qu'ils sont généralement produits ensemble. Dans la littérature biologique, la whitlockite et l'apatite sont utilisées de manière interchangeable. La whitlockite est tellement fréquemment associée à l'apatite en biologie qu'elle est souvent présumée être de l'apatite.

## Origine et occurrences
La whitlockite a deux provenances inorganiques ayant une signification géologique. La première, connue sous le nom de whitlockite terrestre, se trouve comme minéral secondaire dans les pegmatites de granit dans des régions telles que le comté de Custer, dans le Dakota du Sud, sous forme de cristaux de dine associés au quartz à la mine Tip Top et à la mine Palermo à North Groton, New Hampshire. La deuxième source est la whitlockite extraterrestre, qui est maintenant connue sous le nom de merrillite . La whitlockite extraterrestre a été identifiée dans des échantillons lunaires ainsi que dans des météorites martiennes et d'autres types de météorites, où elle est l'un des minéraux phosphatés les plus courants. Des études sur la merrillite en tant que minéral accessoire ont fourni des informations précieuses qui ont contribué à débloquer la pétrogénèse des roches extraterrestres.

## Biologie
La whitlockite peut également être trouvée dans les systèmes biologiques et a été impliquée dans plusieurs maladies humaines,. La whitlockite peut être trouvée dans de nombreux sites du corps humain, mais elle est particulièrement concentrée dans les tissus calcifiés, tels que les os embryonnaires et adultes. Les concentrations les plus élevées de whitlockite apparaissent dans la zone portante de la tête fémorale. Des traces de whitlockite ont également été retrouvées dans des lésions tuberculeuses, des calculs urinaires et même des dépôts prostatiques. La whitlockite peut également être trouvée dans la cavité buccale, où elle est un composant principal des calculs dentaires et des calculs salivaires. Enfin, la whitlockite peut être trouvée dans les milieux aortiques, où elle peut être impliquée dans l'artériosclérose. La présence de whitlockite à ces endroits n'a pas beaucoup attiré l'attention des scientifiques biomédicaux ou des cliniciens, principalement parce que la whitlockite n'est pas visible avec les taches utilisées pour examiner régulièrement des coupes microscopiques de tissus sains ou malades. Cependant, la présence de whitlockite devient évidente lorsque la diffraction des rayons X est utilisée pour examiner ces coupes. En partie, la whitlockite se produit couramment dans les systèmes biologiques en raison des concentrations élevées de protéolipides et de cations divalents dans les fluides biologiques. La formation de ce type de whitlockite est riche en magnésium et est préférée à des températures typiques des systèmes biologiques en raison du plus petit diamètre de l'ion magnésium par rapport au calcium.